# Беличёнок, Иван Николаевич
Иван Николаевич Беличёнок (род. 2 февраля 1934, д. Осмоловка, Березинский район) — звеньевой механизированного звена колхоза «Чырвоная змена» Любанского района Минской области, Белорусская ССР. Герой Социалистического Труда (1966).
С 1951 года — прицепщик, комбайнёр-механик Любанского МТС, с 1963 года — звеньевой механизированного звена по выращиванию свеклы. В 1963 году на каждом гектаре своего звена И. М. Беличёнок получил больше 400 центнеров сахарной свеклы .
С 1974 года — помощник бригадира полеводческой бригады колхоза «Красная смена» Любанского района.
Указом Президиума Верховного Совета СССР от 31 декабря 1965 года за получение высоких урожаев сахарной свеклы был удостоен звания Героя Социалистического Труда с вручением ордена Ленина и золотой медали «Серп и Молот».